# Hunter's Cemetery
Le  Hunter's  Cemetery (Le Cimetière des Chasseurs)  est un cimetière militaire de la Première Guerre mondiale situé  sur le territoire de la commune de Beaumont-Hamel, dans le département de la Somme, au nord-est d'Amiens.

## Localisation
Ce cimetière est situé à l'intérieur du Mémorial terre-neuvien de Beaumont-Hamel.

## Histoire

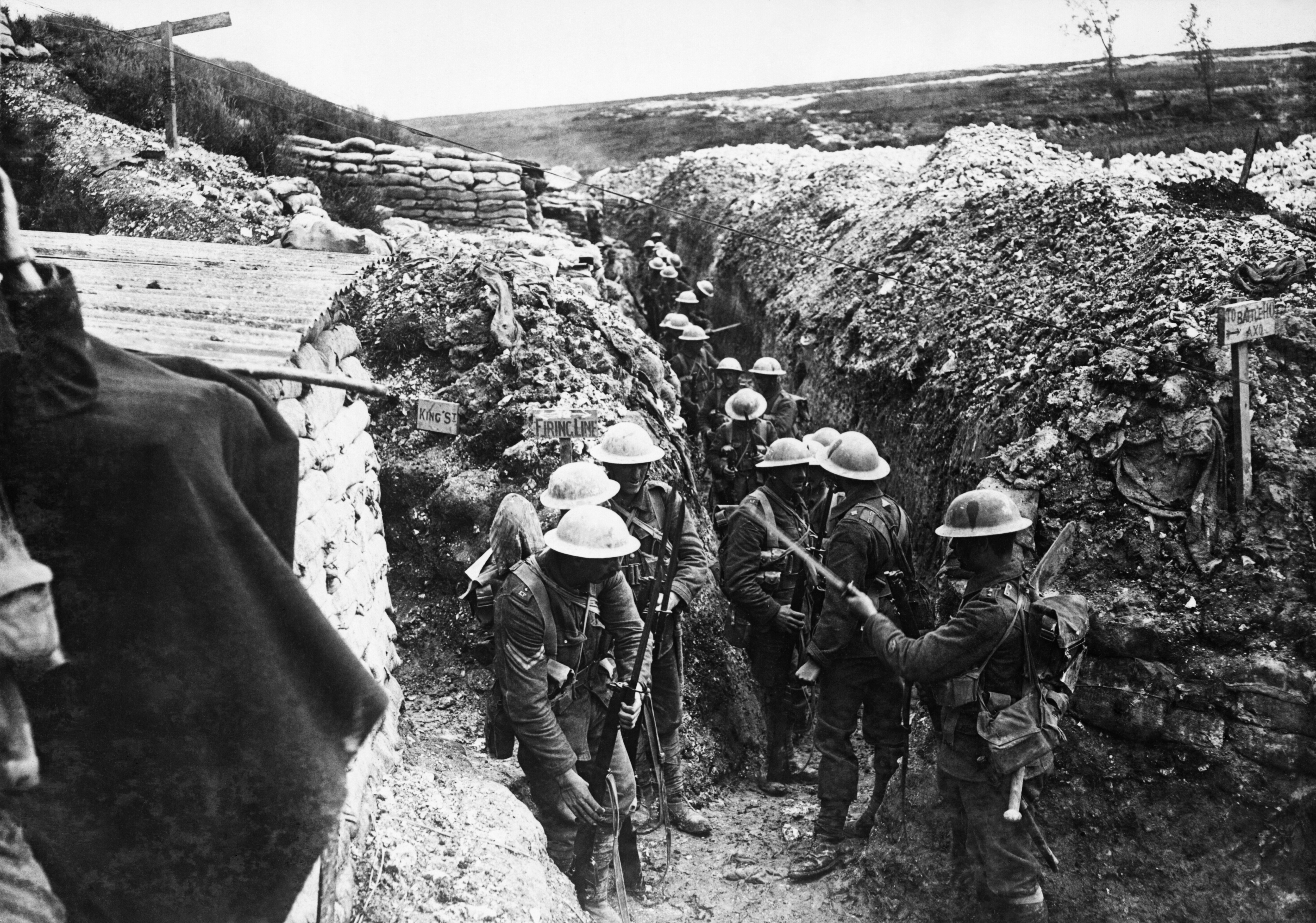
Soldats du Lancashire Fusiliers dans une tranchée à Beaumont Hamel en 1916.

La 2e Armée française qui  contrôlait le secteur fut relevée en juillet 1915 par la  3e Armée britannique .

Hamel fut donc  sous occupation britannique à partir  de l'été 1915 tandis que le hameau Beaumont ne fut capturé par les Britanniques qu'en novembre 1916.

Situé sur la ligne de front, Beaumont-Hamel est attaqué en vain le 1er juillet 1916, premier jour de la Bataille de la Somme

Le secteur ne sera  finalement capturé par la 51e Highland Division et la 63e Royal Naval Division que le 13 novembre suivant.

Hunter's Cemetery (l'origine du nom peut faire référence à un aumônier attaché au Black Watch, le révérend Hunter) est, en fait, un grand trou d'obus, dans lequel des soldats de la 51e division, tombés lors de la prise de Beaumont -Hamel, ont été enterrés après la bataille.

Le plan du cimetière et la disposition des tombes respectent la forme circulaire du cratère
.

## Caractéristique
Ce cimetière a un plan circulaire de 15 m de diamètre. Il est entouré par un muret de moellons.

## Galerie

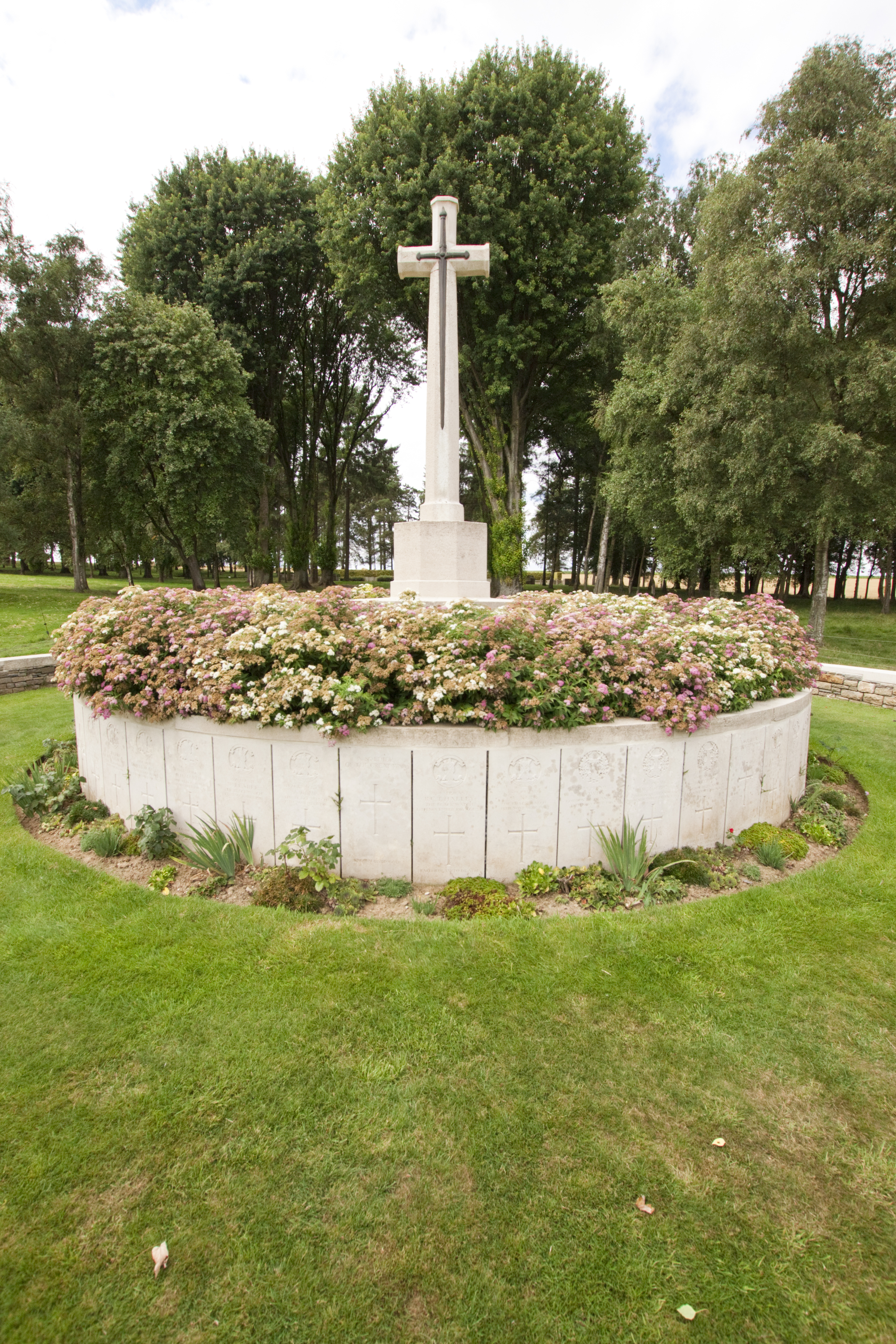
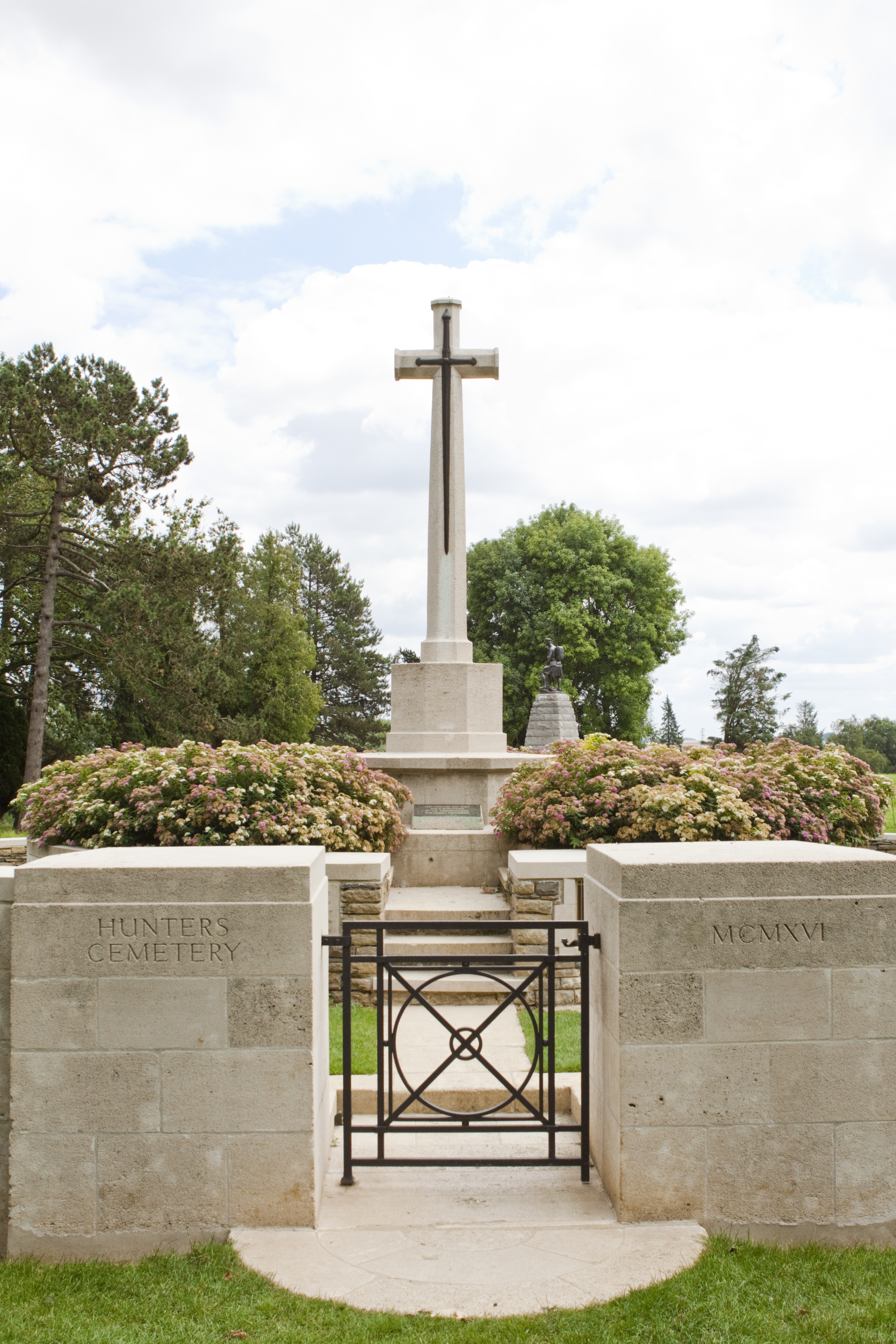
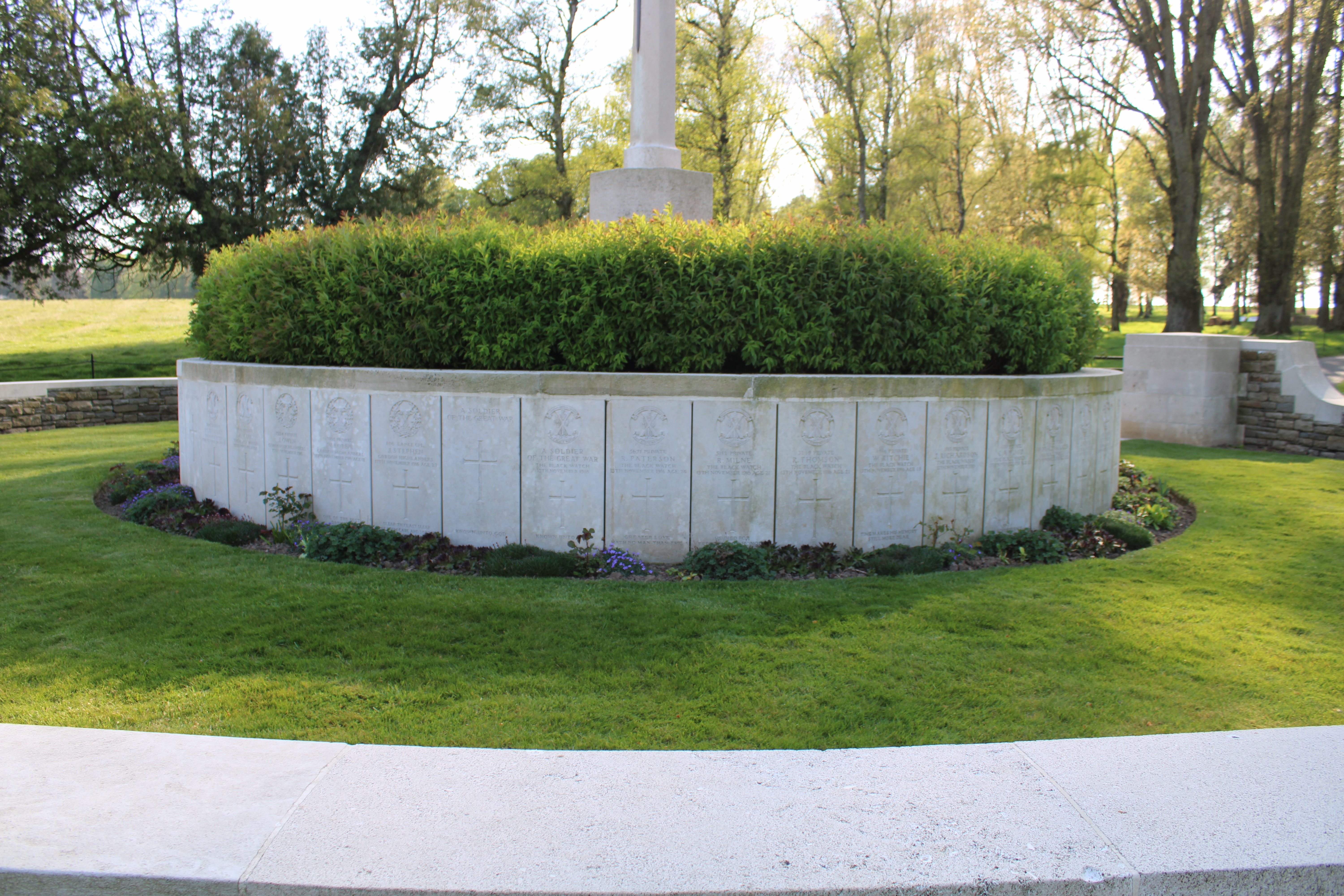
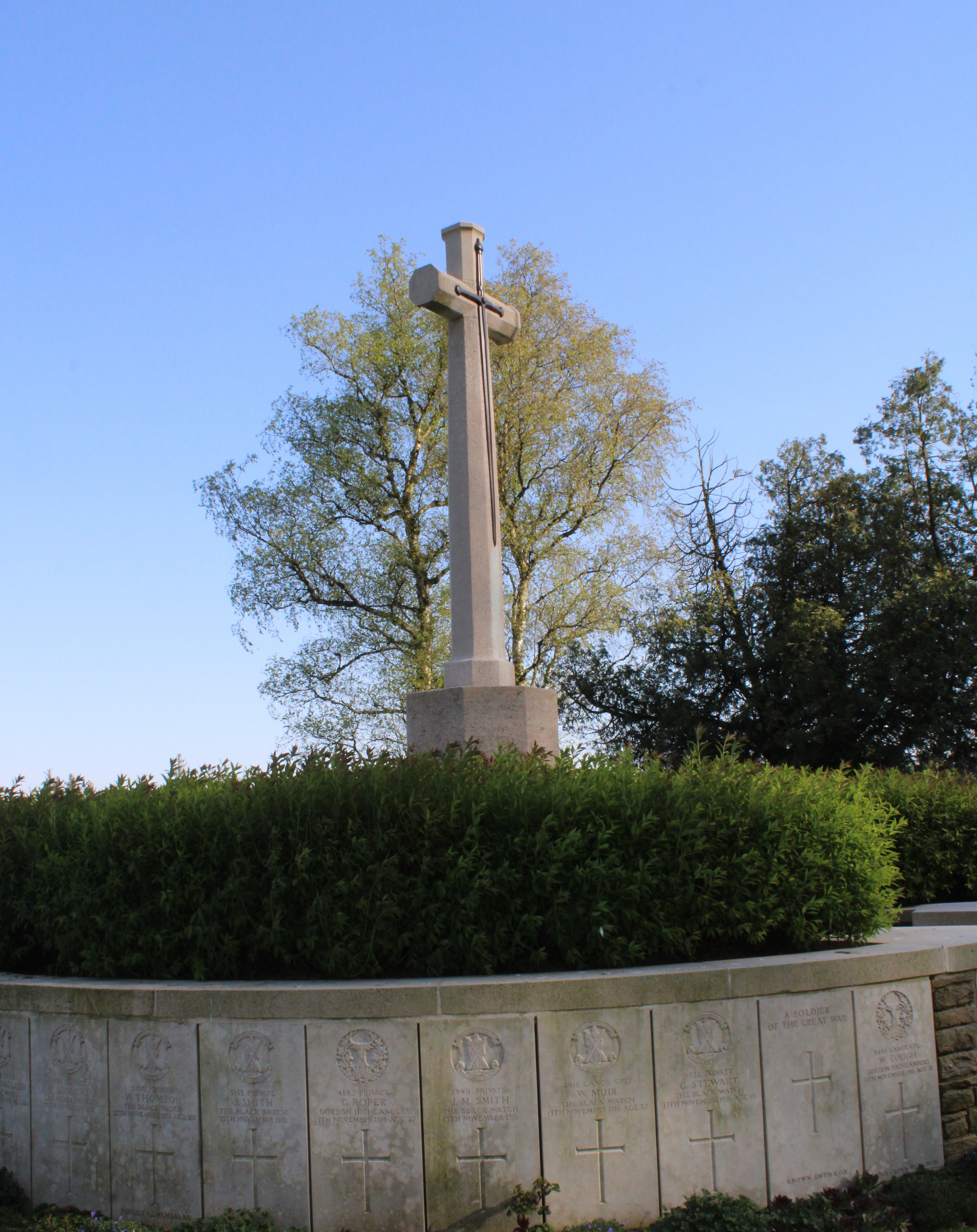
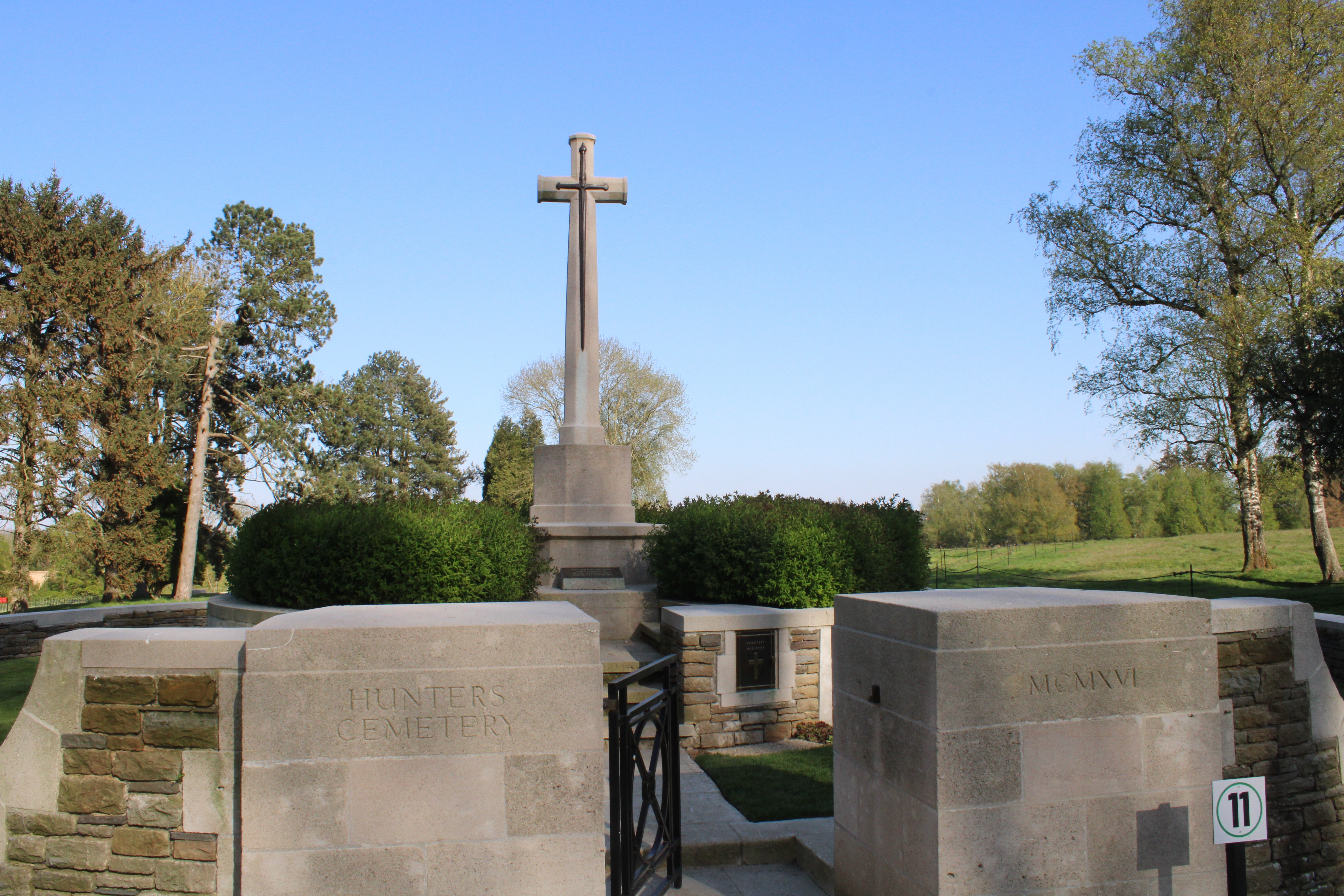
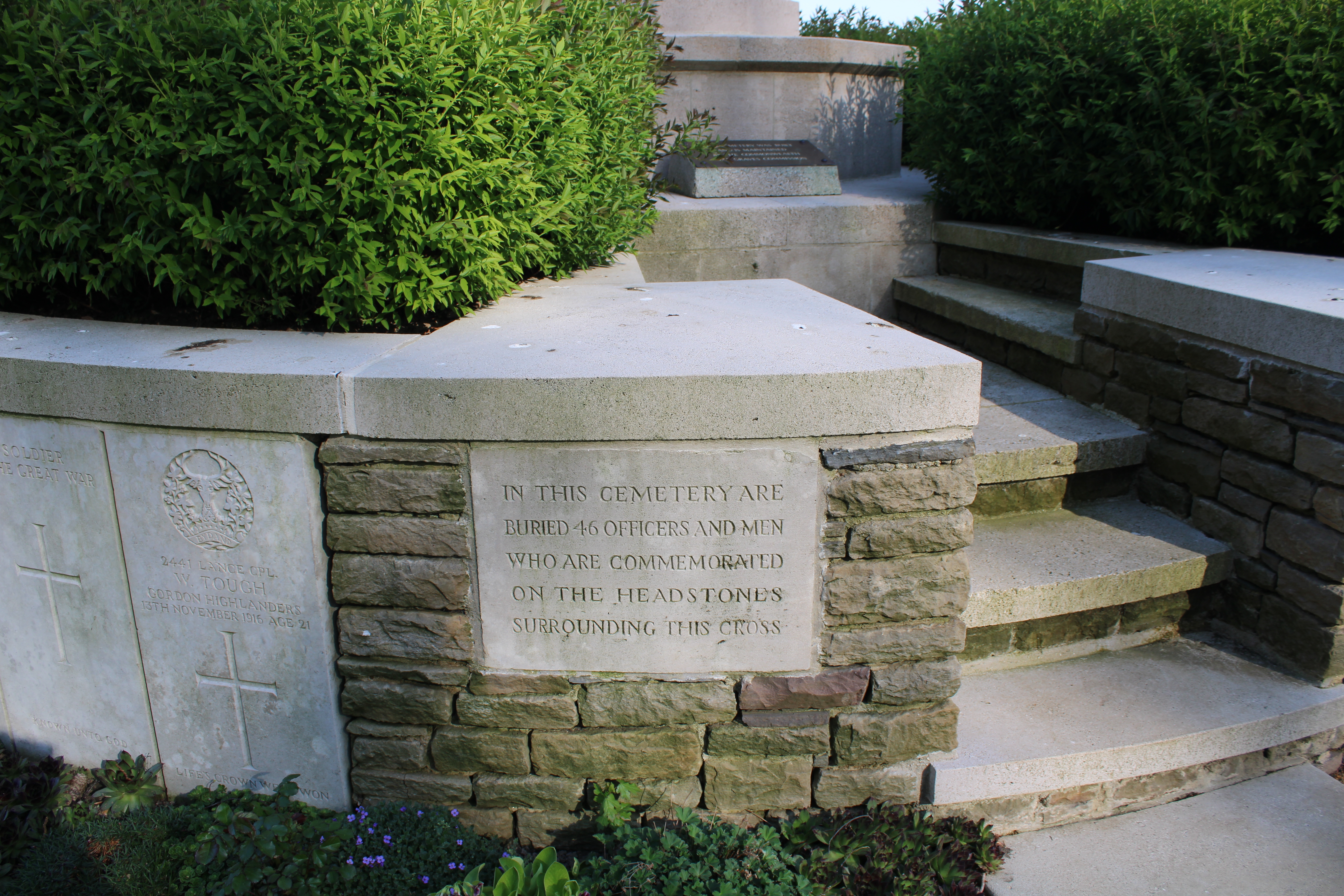

## Sépultures
| Pays        | Sépultures |
| ----------- | ---------- |
| Royaume-Uni | 46         |